# Telenn Geltiek-Harpe celtique
Telenn Geltiek-Harpe celtique è un album di Alan Stivell Cochevelou, pubblicato dalla Mouëz-Breiz Records nel 1964. Anche se contiene le prime registrazioni dell'arpista bretone (alcune risalgono al 1959), non sempre viene considerato il primo album ufficiale di Alan Stivell.

## Tracce
Lato A
1. Areir Is Me Go Huagneach? (Brano tradizionale irlandese)
2. A Bhirlinn Bharrach (Brano tradizionale scozzese)
3. Plijadur ha displijadur (Brano tradizionale irlandese)
4. Gwerz Maro Pontkalleg-Barzaz Breiz (Brano tradizionale)
5. Tir-nan-Og (Brano tradizionale scozzese)

Lato B
1. Na reubairean (Brano tradizionale scozzese)
2. Kloareg tremelo (Brano tradizionale bretone)
3. Una Bhan (Brano tradizionale irlandese)
4. Kouskit buan ma bihan! (Brano tradizionale bretone)
5. Mona (Brano tradizionale bretone)
6. Tir fo thuinn (Brano tradizionale delle isole Ebridi)

Edizione CD del 1994, pubblicato dalla Disques Dreyfus Records (FDM 36200-2)
1. Airde Cuan – 2:22
2. The Wearin' O' the Green – 1:41
3. The Derry Air – 1:41
4. Eamonn an cnuic – 1:58
5. Ye Banks An'Braes O'Bonnie Doon – 1:17
6. Bonnie Banks O'Loch Lomond – 1:38
7. Areir Is Me Go Huagneach? (Pourquoi es-tu venu si tard?) – 2:25
8. A Bhirlinn Bharrach (O Barque Du Bonheur) – 1:44
9. Plijadur ha displijadur – 1:24
10. Gwerz Maro Pontkalleg (Brazaz Breiz) – 3:44
11. Tir-nan-Og – 3:05
12. Na reubairean – 3:00
13. Kloareg tremelo – 2:13
14. Una bhan (Ouna la blanche) – 1:06
15. Kouskit buan ma bihan! – 1:38
16. Mona – 2:01
17. Tir fo thuinn (Le pays qui est sous les vagues) – 2:00

## Musicisti
- Alan Stivell (Cochevelou) - arpa celtica